# Knut Cleve
Knut Cleve, född 12 juli 1914 i Oslo, död 7 april 1982 i Arendal, var en norsk arkitekt.
Cleve blev student 1933 och utexaminerades från Norges tekniske høgskole 1938. Han blev assistent hos arkitekt Knut Knutsen i Oslo 1938, assistent vid Brente steders regulering i Trondheim och Kristiansund 1940, regleringsarkitekt i Kristiansund 1945 och distriktsarkitekt för Nordmøre 1946 samt var byggnadschef i Arendal från 1948. Han medverkade i Kristiansunds stadsplan.